# Wostok (Unternehmen)
Wostok (kasachisch und russisch Хлебокомбинат Восток) ist das größte Bäckereiunternehmen in Kasachstan mit Sitz in Semei. Es beschäftigt rund 700 Mitarbeiter. 
Wostok produziert mehr als 600 verschiedene Produkte. Die Produktpalette des Unternehmens umfasst Backwaren, Nudeln, Fein- und Süßgebäck, Milch, Speiseeis und Lebkuchen.
Das Unternehmen vertreibt seine Produkte in eigenen Läden sowie in mehr als 700 weiteren Einzelhandelsgeschäften in ganz Kasachstan.